# 樹仔腳寶安宮
樹子脚玉勅寶安宮代天府位於臺南市七股區樹子脚，主祀代天巡狩康府千歲，榮任為西港刈香「駕前副帥」。所屬白鶴陣經臺南市政府核定為臺南市定傳統表演藝術，亦是首批登錄傳統表演藝術之武陣。

## 祀神
- 主祀：
  - 代天巡狩康府千歲
- 同祀：
  - 楊府太師
  - 吳府千歲
- 陪祀
  - 註生娘娘
  - 福德正神
  - 中壇元帥

- 聖母殿
  - 天上聖母
  - 關聖帝君
  - 水仙尊王

- 太歲殿
  - 斗姥元君
  - 太歲星君

## 外部連結
- 樹仔腳寶安宮的Facebook專頁